# Diệp Vấn 2
Diệp Vấn 2 (còn gọi là Ip Man 2: Legend of the Grandmaster) là một bộ phim điện ảnh Hồng Kông công chiếu năm 2010 kể về cuộc đời của Diệp Vấn, võ sư của môn võ Vịnh Xuân Quyền. Là phần tiếp theo của bộ phim Diệp Vấn năm 2008, Diệp Vấn 2 do Diệp Vĩ Tín làm đạo diễn, Huỳnh Bách Minh đồng sản xuất với phần chỉ đạo võ thuật của ngôi sao Hồng Kim Bảo.  Tác phẩm có sự tham gia của các diễn viên gồm Chân Tử Đan, Hùng Đại Lâm, Huỳnh Hiểu Minh, Hồng Kim Bảo, Trịnh Tắc Sĩ và Darren Shahlavi. Tiếp nối những sự kiện của phần phim trước, phần này tập trung vào cuộc sống của Diệp sư phụ ở Hồng Kông, dưới sự cai trị của thực dân Anh. Ông cố gắng truyền bá kỹ thuật Vịnh Xuân Quyền, nhưng đối mặt với sự ganh đua của các võ đường khác, bao gồm cả võ sư địa phương Hồng sư phụ dạy Hồng Gia quyền.
Nhà sản xuất Huỳnh Bách Minh đầu tiên công bố một phần tiếp theo trước khi phần 1 của Diệp Vấn phát hành vào tháng năm 2008. Đối với Diệp Vấn 2, các nhà làm phim có ý định tập trung vào mối quan hệ giữa Diệp Vấn và đệ tử nổi tiếng nhất của ông Lý Tiểu Long. Tuy nhiên, họ đã không thể hoàn thành quyền sở hữu bộ phim với cuộc đời của Lý Tiểu Long và quyết định miêu tả ngắn gọn cho Lý Tiểu Long khi còn nhỏ. Quay phim chính thức của Diệp Vấn 2 bắt đầu vào tháng 8 năm 2009 và kết thúc vào tháng 11; quay phim đã diễn ra bên trong một phòng thu ở Thượng Hải. Đối với phần tiếp theo, Diệp Vĩ Tín nhằm tạo ra một bộ phim võ thuật ấn tượng hơn về cốt truyện và đặc tính; con trai của Hoàng Bách Minh, nhà biên kịch Hoàng Tử Hoàn, muốn bộ phim miêu tả những người Trung Quốc bị đối xử như thế nào bởi nhận thức của người Anh và phương Tây về võ thuật Trung Quốc.
Phim được công chiếu ở Bắc Kinh vào ngày 21 tháng 4 năm 2010, và được phát hành tại Hồng Kông vào ngày 29 tháng 4 năm 2010. Bộ phim đã có những đánh giá tích cực, với lời khen ngợi đặc biệt về cách kể chuyện của bộ phim và chỉ đạo võ thuật của Hồng Kim Bảo. Bộ phim đã thu về 13 triệu đô la Hồng Kông vào ngày khai mạc, ngay lập tức vượt qua con số tổng kết tuần lễ khai mạc của Diệp Vấn. Trong suốt quãng đường diễn ra, Diệp Vấn 2 đã thu về hơn 43 triệu đô la HK trong nước, và tổng doanh thu sân khấu trong nước đã làm cho bộ phim này trở thành bộ phim có doanh thu cao nhất của Hồng Kông phát hành trong nửa đầu năm 2010. Tổng cộng Diệp Vấn 2 thu về 49 triệu đô la Mỹ trên toàn thế giới. Số tiền này không bao gồm doanh thu DVD thành công trên khắp Hoa Kỳ, Châu Á và Châu Âu.

## Nội dung
Tiếp nối những sự kiện ở phần phim trước, Diệp Vấn và gia đình anh chuyển đến Hồng Kông vào thập niên 1940. Nơi đây, Diệp Vấn muốn mở một võ đường để truyền bá môn võ Vịnh Xuân quyền của mình, đồng thời còn phải kiếm sống đủ thứ. Một ngày kia, một chàng trai tên là Hoàng Lương đến để thách đấu với Diệp Vấn và kết cục đã được dự tính trước: anh bị Diệp Vấn hạ gục. Vì tỏ ra không phục sau khi bị hạ nên ngay sau đó anh gọi đám bạn đến để chơi tất tay với Diệp sư phụ nhưng họ cũng bị Diệp sư phụ đánh hạ. Sau màn đánh hạ này, Hoàng Lương và đám bạn tỏ ra tâm phục khẩu phục trước môn võ cao cường của Diệp Vấn, và họ quyết định làm đệ tử của Diệp sư phụ. Từ đây, danh tiếng của Diệp Vấn được nhiều người biết đến rộng rãi hơn.
Một ngày nọ, Hoàng Lương đã bị một số võ sinh thuộc môn phái Hồng Gia quyền thách đấu, thậm chí chúng còn bắt anh làm con tin để đòi tiền chuộc từ Diệp Vấn. Bằng chỉ dẫn trên tờ giấy, Diệp Vấn đã đến khu chợ bán đồ tươi sống, nơi các võ sinh Hồng Gia quyền tụ tập. Cả Diệp Vấn và Hoàng Lương phải vất vả lắm mới trấn áp được các võ sinh náo loạn này. Chủ tịch hội võ thuật và võ sư Hồng Chấn Nam (thường gọi là Hồng sư phụ) xuất hiện và xoa dịu tình hình căng thẳng. Ông nhắc nhở Diệp Vấn rằng trước khi lập một môn phái võ thuật thì cần phải tham dự buổi họp mặt để thể hiện kỹ năng của mình, từ đó mới có thể mở võ đường cho bản thân. Sau đó, cả Diệp Vấn, Hoàng Lương và mọi người bị sĩ quan cảnh sát Phì Ba bắt giữ vì gây rối trật tự nhưng sớm được thả ra. Hồng sư phụ và Phì Ba đã bí mật gặp viên cảnh sát Wallace nhằm thu tiền bảo kê từ các trường học và các võ đường.
Diệp Vấn tham dự buổi họp mặt và nhanh chóng hạ gục hai võ sư trước khi anh ngang sức ngang tài với Hồng sư phụ. Diệp Vấn được phép tiếp tục dạy võ với điều kiện phải trả tiền bảo kê hàng tháng, nhưng anh từ chối. Việc này đã làm cho các võ sinh Hồng Gia quyền lo ngại rằng sẽ có một ngày Vịnh Xuân quyền có lợi thế lớn, thế nên sáng hôm sau, chúng lại gây ra một vụ ẩu đả ngay trên đường phố, khiến cho Diệp Vấn phải đóng cửa và di chuyển lớp dạy võ đến công viên gần nhà. Anh nhanh chóng gặp mặt Hồng sư phụ. Hồng sư phụ đã chỉ trích Diệp Vấn vì cả gan không trả tiền bảo kê, còn Diệp Vấn đã cáo buộc cách dạy và quản lý của ông với các đệ tử chẳng khác nào là phi đạo đức. Mâu thuẫn dâng cao, họ quyết định giao đấu để phân thắng bại trong trận đấu lần trước. Trong trận giao đấu, Diệp Vấn đã đỡ một đòn cho con trai út của Hồng sư phụ, điều này đã làm cho ông bừng tỉnh về sai lầm của mình và kể từ đó, ông ngày càng thân thiết với Diệp Vấn hơn. Ngày hôm sau, Hồng sư phụ mời Diệp Vấn tham dự một trận đấu quyền Anh mà chính ông đã phối hợp với các đại sứ quán tổ chức.
Cuộc thi đấu quyền Anh cho phép các võ đường biểu diễn võ thuật để giúp quảng bá môn phái của họ và văn hóa Trung Quốc cho bạn bè quốc tế. Tuy nhiên, Taylor "The Twister" Miller, võ sĩ quyền Anh người Anh, lại có thái độ coi thường và xúc phạm các võ sinh Trung Quốc, làm cho sàn đấu trở nên nóng hơn và các vị sư phụ phải xoa dịu tình hình. Để bảo vệ nền văn hóa và cái nôi võ thuật của Trung Quốc, Hồng sư phụ chấp nhận lời khiêu chiến của Twister. Lúc đầu, ông đã có lợi thế, nhưng ở hiệp hai, ông đã phải chịu một cú đánh nghiêm trọng khiến cho ông mất phương hướng. Khi ông bắt đầu suy yếu do hen suyễn thì cũng là lúc ông bị Twister đánh chết. Tin tức về cái chết của Hồng sư phụ đã nhanh chóng lan rộng khắp Hồng Kông, khiến cho sáng hôm sau trong một buổi họp báo, Twister đã thẳng thừng bày tỏ dù cái chết của Hồng sư phụ chỉ là tai nạn nhất thời, nhưng để bảo vệ danh tiếng, hắn sẽ chấp nhận lời thách đấu của bất kỳ đối thủ Trung Quốc nào trong thời gian một nén nhang để tạo nên một trận đấu công bằng. Vừa nói xong thì Diệp Vấn đến nơi để khiêu chiến với hắn.
Vậy là Diệp Vấn nhanh chóng tập luyện không quản ngày lẫn đêm, bất chấp Trương Vĩnh Thành (vợ anh) đang chuyển dạ sinh con. Ngày giao đấu đã đến, Diệp Vấn lúc đầu đã bị Twister áp đảo, nhưng sau đó bằng kỹ năng của mình, anh đã đưa trận đấu trở về vạch xuất phát. Tuy nhiên, khi hiệp hai kết thúc, Twister đã có một tình huống chơi xấu khi hắn đánh vào mặt Diệp Vấn, làm cho những người Trung Quốc tỏ rõ sự bất bình. Thậm chí, Diệp Vấn còn rơi vào thế khó khi các giám khảo bắt buộc anh chỉ dùng tay chứ không dùng chân để thi đấu. Nhưng bằng sự nỗ lực của mình, anh đã cho Twister một bài học nhớ đời và giành chiến thắng. Những người Trung Quốc vô cùng phấn khích, còn Wallace đã bị các sĩ quan cảnh sát Anh bắt giữ vì tội tham nhũng và lạm quyền. Trong một bài phát biểu sau chiến thắng ấy, Diệp Vấn đã bày tỏ rằng dù có khác nhau về văn hóa, lịch sử hay đời sống đi chăng nữa thì mỗi con người nên dành sự tôn trọng lẫn nhau để sau này không còn xảy ra xung đột, bất bình trong tương lai. Câu nói ấy đã làm cho cả những người Trung Quốc và Anh Quốc đang theo dõi cho một tràng pháo tay nhiệt liệt, còn Diệp Vấn thì trở về chung vui với vợ con và con trai mới Diệp Chính.
Cuối phim, một cậu nhóc tên Lý Tiểu Long muốn học Vịnh Xuân để đánh bại những người mà cậu ta không thích. Diệp Vấn chỉ cười thầm và bảo cậu khi lớn lên thì hãy trở lại học. Cậu nhóc đồng ý. Lời dẫn chuyện còn cho biết thêm là sau này Lý Tiểu Long trở thành đệ tử của Diệp Vấn và còn quảng bá Vịnh Xuân quyền trên toàn thế giới, giúp môn võ này vang danh khắp nơi.

## Diễn viên
- Chân Tử Đan vai Diệp Vấn (葉問), võ sư Vịnh Xuân quyền. Ông đến Hồng Kông với gia đình của mình trong những năm 1940 để định cư và mở một lớp dạy võ Vịnh Xuân.
- Hồng Kim Bảo vai Hồng Chấn Nam (洪震南), một võ sư Hồng Gia quyền bị bệnh suyễn. Ban đầu ông là đối thủ của Diệp Vấn, nhưng sau đó trở thành bạn bè.
- Huỳnh Hiểu Minh vai Hoàng Lương (黃梁), học trò đầu tiên của Diệp Vấn. Nhân vật này dựa trên Hoàng Thuần Lương (một võ sư Trung Quốc từ Hồng Kông, người cũng là học trò của Diệp Vấn).
- Hùng Đại Lâm vai Trương Vĩnh Thành (張永成), vợ của Diệp Vấn.
- Nhậm Đạt Hoa vai Châu Thanh Tuyền (周清泉), bạn thân của Diệp Vấn xuất hiện trong bộ phim trước. Anh lang thang trên đường phố Hồng Kông như một kẻ ăn xin với con trai mình.
- Darren Shahlavi vai Taylor "The Twister" Miller, một nhà vô địch quyền Anh người Anh, tính cách kiêu ngạo. Tên gọi Trung Quốc của hắn là "Whirlwind" (龍捲風).
- Lý Trạch vai Diệp Chuẩn, con trai của Diệp Vấn.
- Thích Tiểu Long vai Từ Thế Xương, học trò của Diệp Vấn.
- Trịnh Tắc Sĩ vai Fatso (肥波), một cảnh sát dưới sự giám sát của Wallace. Anh cũng là bạn thân của Hồng Chấn Nam.
- Đỗ Vũ Hàng vai Trịnh Vĩ Cơ (鄭偉基), một kẻ lãnh đạo băng đảng và là học trò của Hồng Chấn Nam.
- Ngao Gia Niên vai Lương Căn (梁根), tổng biên tập của một cơ quan tin tức có cha là người cùng quê hương với Diệp Vấn.
- Phàn Thiếu Hoàng vai Kim Sơn Trảo (金山找), một cao thủ võ thuật và kẻ cướp trong bộ phim trước, người đã sửa chữa tính cách của mình.
- Trịnh Gia Tinh vai Châu Quang Diệu (周光耀), con trai của Châu Thanh Tuyền. Anh chăm sóc người cha của mình trong khi đang làm việc tại cơ quan tin tức của Lương Căn.
- Charles Mayer vai Wallace, cũng là một người đàn ông phân biệt chủng tộc, quản trị viên tham nhũng và cấp trên của Fatso.
- La Mãng vai La sư phụ (羅師傅), võ sư Hầu quyền.
- Phùng Khắc An vai Trịnh sư phụ (鄭師傅), võ sư Bát quái chưởng.
- Brian Burrell vai người dẫn chương trình và phiên dịch của trận đấu.
- Jean Favie vai người thẩm phán đã thay đổi các quy tắc của trận đấu.

## Sản xuất
Diệp Vấn 2 là phần phim điện ảnh thứ hai được dựa trên cuộc đời của Diệp Vấn, nối tiếp phần phim Diệp Vấn trước. Phần tiếp theo là bộ phim thứ 5 hợp tác giữa đạo diễn Diệp Vĩ Tín và nam diễn viên Chân Tử Đan. Diệp Vấn 2 được sản xuất bởi Raymond Wong và được phân phối bởi công ty Mandarin Films của mình khi phát hành tại sân khấu tại Hồng Kông. Đây là bộ phim cuối cùng mà Wong sản xuất dưới biểu ngữ sản xuất của Mandarin Films.  Con trai của Wong, Edmond Wong, quay lại viết kịch bản. Cùng với sự xuất hiện trong vai phụ, Sammo Hung đã tái ngộ vai trò chỉ đạo võ thuật cho bộ phim. Kenji Kawai trở lại vai trò là nhà soạn nhạc cho bộ phim.

## Phát triển
Trước Ip Man 's theatrical phát hành trong tháng 12 năm 2008, nhà sản xuất Raymond Wong công bố kế hoạch phát triển một phần tiếp theo của bộ phim. Phần tiếp theo này nhằm tập trung vào mối quan hệ giữa Ip Man và đệ tử nổi tiếng Bruce Lee. Vào tháng 3 năm 2009, Wong thông báo rằng nhân vật Lee có thể không xuất hiện trong phần tiếp theo, như nhà sản xuất đã không hoàn thành đầy đủ các cuộc đàm phán với hậu duệ của Lee trên quyền phim. Vào tháng 7 năm 2009, người ta đã thông báo rằng Ip Man 2 sẽ tập trung vào một chàng trai trẻ Bruce Lee, trước khi Lee trở thành môn đệ nổi tiếng nhất của Ip Man. Phần tiếp theo tiếp tục câu chuyện của Ip Man, tập trung vào việc ông chuyển tới Hồng Kông khi ông cố gắng truyền bá Wing Chun trong khu vực.

### Chọn diễn viên
Một số diễn viên của Ip Man lại đóng vai chính trong phần tiếp theo. Chân Tử Đan lại đóng vai trò như Ip; Lynn Hung lại đóng vai chính là Cheung Wing-sing, vợ của Ip, hiện đang mang thai đứa con thứ hai. Để chuẩn bị cho vai diễn trong phim, Hùng yêu cầu các nhà sản xuất cho một bụng giả tạo 10 pound để miêu tả cảm giác mang thai. Hùng tuyên bố rằng sự khó khăn của vai diễn nằm trong chơi một người đi từ "một phụ nữ trẻ ngây thơ và đơn giản đầu óc để một sự hiểu biết mạnh mẽ và trưởng thành hỗ trợ." Fan Siu-Wong trở lại vai Jin Shanzhao, đối thủ hung hăng của Ip trong bộ phim đầu tiên. Trong phần tiếp theo, Jin cố gắng nghỉ hưu từ thế giới võ thuật bằng cách trở thành một công dân bình thường, sau đó anh ta kết bạn với Ip.  Trong một vai diễn khách mời, Simon Yam reprises vai trò của mình như là người bạn Ip của Chow Ching-Chuen, người bây giờ là một người ăn xin.  Li Chak lại thực hiện vai trò của mình là Ip Chun, Ip và con trai của Wing-sing.
Sammo Hung được thông báo là một phần của dàn diễn viên vào tháng 4 năm 2009. Ngoài vai trò là biên đạo múa của võ thuật, Hưng xuất hiện như Hung Chun-nam, một bậc thầy về võ thuật Trung Quốc của Hung Ga.  Vào tháng 8 năm 2009, nó đã được thông báo rằng Huang Xiaoming sẽ được chơi Wong Leung, một nhân vật hỗ trợ dựa trên Wong Shun Leung, một trong những đệ tử của Diệp Vấn và là người chịu trách nhiệm tư vấn Bruce Lee. Cựu ngôi sao trẻ tuổi Ashton Chen cũng được thông báo sẽ đóng vai một đệ tử. Nam diễn viên kỳ cựu Kent Cheng cũng đóng vai phụ trong phim.  Để Yu-hang, người có vai phụ trong bộ phim đầu tiên, xuất hiện trong phần tiếp theo là một nhân vật khác tên là Cheng Wai-kei. Cheng là một băng đảng trưởng tập luyện Hung Ga, người quyết định trả thù Wong sau khi Wong đánh bại Cheng trong một cuộc chiến. Wilson Yip nhận xét về đúc của các diễn viên kỳ cựu như là "một hình thức tưởng nhớ đến phim kungfu trường cũ."
Yen và Yip đã thực hiện một cuộc gọi đúc toàn thế giới cho một ứng cử viên phù hợp để chơi Lee, Ip Man được cử hành nhiều nhất của môn đệ. Bộ phim ngắn miêu tả Lee vào lúc 10 tuổi.  Yip và Yen thảo luận về việc liệu có nên tìm kiếm một diễn viên có nền móng vững chắc hoặc vẻ ngoài. Trong số 1300 ứng cử viên Trung Quốc đại lục tham gia thử giọng cho vai diễn, Yip thu hẹp cuộc gọi casting đến hai ứng cử viên: Jiang Dai Yan, Henan và Pan Run Kang, 12 tuổi, từ Hắc Long Giang.  Vào ngày 10 tháng 8 năm 2009, người ta đã thông báo rằng Jiang Đại Yan sẽ đóng vai Bruce Lee, 10 tuổi.  Trong khi các nhân vật Bruce Lee cản xuất hiện chớp nhoáng trong bộ phim, đạo diễn Wilson Yip đã bày tỏ quan tâm trong việc đưa ra một bộ phim thứ ba mà sẽ tập trung vào mối quan hệ giữa Ip và Lee. Yen, tuy nhiên, đã nói rằng ông không quan tâm đến việc làm một bộ phim thứ ba, cảm thấy rằng Ip Man 2 "sẽ trở thành một cổ điển."
Vào tháng 11 năm 2008, Yip đã tiết lộ rằng sẽ có một diễn viên khác xuất hiện trong bộ phim, một võ sĩ từng là fan của Donnie Yen. Yip nhận xét, "Tôi chỉ có thể nói rằng anh ấy chiến đấu dữ dội hơn Sammo Hung." Tuy nhiên, vào tháng 2 năm 2010, người ta đã tiết lộ rằng nam diễn viên người Anh và diễn viên đóng thế Darren Shahlavi sẽ có một vai phụ trong vai trò một tay vợt chống lại Ip Man. Yip sau tuyên bố rằng nhân vật Shahlavi của "có bộ phim của mình. Ông cũng là một nhân vật, chứ không phải chỉ là một số anh chàng nước ngoài ngẫu nhiên mà xuất hiện từ hư không vì lợi ích của việc bị đánh đập, như bạn nhìn thấy trong các bộ phim khác."  Các diễn viên khác bao gồm Ngo Ka-nin và Kelvin Cheng.

## Kịch bản và cốt truyện
Các nhà làm phim nói rằng trong khi Ip Man là về sự sống còn, Ip Man 2 là về kiếm sống. Phần tiếp theo được thiết lập tại Hồng Kông năm 1950, khi đất nước này nằm dưới chế độ thực dân Anh. Biên kịch Edmond Wong nói rằng bộ phim cũng "đề cập đến cách người Hong Kong bị đối xử dưới chế độ thực dân Anh, và thái độ của phương Tây về kung fu của Trung Quốc".
Wilson Yip nói rằng Ip Man 2 là một bộ phim tốt hơn nhiều so với người tiền nhiệm của nó về tính chất và cốt truyện. Bộ phim tập trung vào các tranh chấp giữa các môn đệ của Hung Ga và Wing Chun võ thuật, cũng như xung đột và sự ganh đua của hai võ đường. Wing Chun, như được dạy bởi Ip Man, đang được xem như là một võ thuật chỉ có ý nghĩa đối với các cô gái; Hung Ga, như được dạy bởi Hung Chun-nam, đang được xem như một hình thức đàn ông của quyền anh. Trong số hai nhân vật, Yip nhận xét, "nhân vật Sammo Hung là không chính xác nhân vật phản diện, nhưng anh ấy rất hống hách, giống như xối xả Hồng Gia Quyền của mình. Ngược lại, Diệp Vấn là rất khiêm tốn, giống như nắm đấm của mình." Yip cũng nói rằng bộ phim có một số khoảnh khắc của "bộ phim gia đình", chẳng hạn như cuộc xung đột đang diễn ra giữa Ip và vợ Wing-Sing.

## Quay phim
Trước khi quay phim, một buổi lễ sản xuất cho Ip Man 2 đã được tổ chức tại Phật Sơn, nhận được rất nhiều phương tiện truyền thông bảo hiểm. Quay phim chính bắt đầu vào ngày 11 tháng 8 năm 2009; quay phim đã diễn ra trong một giai đoạn âm thanh tại Songjiang Studios ở Thượng Hải. Vào ngày 28 tháng 10 năm 2009, các phóng viên đã được mời đến bộ phim để xem cuộc thi đấu giữa Donnie Yen và Sammo Hung khi nó đang được quay. Việc quay phim kết thúc vào ngày 8 tháng 11 năm 2009.

## Pha nguy hiểm và võ thuật
Các pha võ thuật của bộ phim được biên đạo bởi Hồng Kim Bảo, người cũng đã biên đạo cho bộ phim đầu tiên. Trước làm quay phim chính chính, Hồng đã trải qua một cuộc phẫu thuật tim lớn. Khi trở lại phim trường, những phân cảnh kịch tính của ông trong bộ phim được quay đầu tiên, và những phân cảnh hành động được quay cuối cùng. Hồng đã tự thực hiện những pha nguy hiểm của mình trong phim, dẫn đến việc ông bị chấn thương trong quá trình quay. Trong một cảnh quay, Hồng bị bạn diễn Darren Shahlavi đánh vào mặt. Ông khăng khăng đòi hoàn thành cảnh quay trước khi đến bệnh viện. Không muốn vết thương của mình cản trở tiến trình sản xuất, Hồng đã mất 5 giờ để hoàn thành cảnh quay trước khi đến bệnh viện khâu 4 mũi. Sau khi hoàn thành cảnh quay, Hồng bày tỏ rằng anh không hài lòng với những cảnh đánh nhau liên quan đến nhân vật của mình, có lẽ là do bệnh tim của ông. Ông cũng nói rằng ông có kế hoạch thách đấu với Yen trong một bộ phim trong tương lai: "Mặc dù tôi là người biên đạo võ thuật, nhưng các bước di chuyển của chúng tôi đều khá quy củ, bị giới hạn bởi kịch bản. Vì vậy, tôi đã thỏa thuận với Chân Tử Đan để có một trận tái đấu sang năm nếu có cơ hội."
Huỳnh Hiểu Minh chuẩn bị cho vai diễn của mình bằng cách học võ Vịnh Xuân. Anh ấy đã biến phòng khách sạn của mình thành phòng tập thể dục, tập với tạ và hình nộm bằng gỗ. Huỳnh bị nhiều vết bầm tím trên cánh tay do thường xuyên thực hành với hình nộm. Huỳnh cũng dành thời gian tập luyện với đội đóng thế của bộ phim. Diệp Vỹ Tín đã khen ngợi màn trình diễn của anh ấy trong phim, nói rằng "Huỳnh có thể không phải là một võ sĩ, nhưng anh ấy đã đặc biệt đặt hàng một hình nộm bằng gỗ và tập luyện hàng ngày ở nhà. Cuối cùng, anh ấy thực hiện các cảnh hành động tốt hơn Hiroyuki Ikeuchi trong bộ phim đầu tiên."

## Tiêu đề phim
Tiêu đề Trung Quốc của bộ phim (tiếng Trung phồn thể: 葉問 2: 宗師傳奇, tiếng Trung giản thể: 叶问 2: 宗师传奇) có nghĩa đen là Diệp Vấn 2: Legend of a Grandmaster. Tiêu đề là một vở kịch về tên tác phẩm của bộ phim đầu tiên đó là Grandmaster Ip Man, một tựa đề đã được thay đổi khi Vương Gia Vệ đụng độ với các nhà sản xuất trong khi cố gắng làm bộ phim Ip Man của riêng mình. Wilson Yip giải thích rằng tiêu đề của bộ phim là ngẫu nhiên chứ không phải là cố ý: "Phần tiếp theo là về Ip Man được nâng lên từ một bậc thầy, một anh hùng đến một grandmaster, vì vậy chúng tôi có 'grandmaster' trong tiêu đề". Bộ phim của Vương Gia Vệ, có tiêu đề The Grandmaster, đã được phát hành vào tháng 1 năm 2013.

## Phát hành
Diệp Vấn 2 được phát hành ở một số nước Châu Á và Úc vào ngày 29 tháng 4 năm 2010. Trước khi phát hành, Mandarin Films công khai tung ra trang web chính thức của bộ phim tại Bắc Kinh vào ngày 6 tháng 4 năm 2010. Bộ phim đã tổ chức buổi họp báo ra mắt tại Bắc Kinh vào ngày 21 tháng 4 năm 2010, chỉ bảy ngày sau trận động đất Ngọc Thụ năm 2010. Khách được yêu cầu mặc quần áo màu sẫm trong chương trình tang; đã có một khoảnh khắc im lặng cho các nạn nhân của thảm họa. Bộ phim, Donnie Yen, Sammo Hung, Huang Xiaoming, Lynn Hung, và Kent Cheng đã tham dự buổi ra mắt, và đã tặng tổng cộng 500.000 yên (73.200 USD) để cứu giúp những nỗ lực khắc phục thảm họa. Bộ phim đã tổ chức các buổi chiếu riêng tại Thành Đô vào ngày 21 tháng 4 năm 2010, và tại Trung Quốc vào ngày 27 tháng 4 năm 2010, nhận được phản ứng tích cực từ khán giả. Mandarin Films đã bán quyền phân phối Bắc Mỹ cho bộ phim để phân phối Well Go USA. Ip Man 2 được phát hành tại Hoa Kỳ bởi Variance Films vào ngày 28 tháng 1 năm 2011.

## Phòng vé
Ở Hồng Kông, Diệp Vấn 2 phải đối mặt với sự ra mắt của Iron Man 2, được công chiếu ở Hồng Kông một ngày sau đó hơn Ip Man 2. Trong tuần đầu công chiếu, Ip Man 2 thu về HK $ 13 triệu (US $ 1.736.011), vượt Ip Man 's gross khai mạc cuối tuần là 4,5 triệu HK $ (US $ 579.715). Phần tiếp theo giành vị trí thứ nhất tại phòng vé, kiếm được hơn 1 triệu đô la Hồng Kông so với Iron Man 2. Thu nhập của bộ phim giảm 28,1% trong tuần lễ thứ hai, thu nhập HK $ 9,719,603.56 (1.248.996 USD) để giữ vị trí đầu tiên. Bộ phim giảm 45,7% trong tuần thứ ba của nó, mang về HK $ 5.293.401 (US $ 678.613) mà vẫn duy trì ở vị trí đầu tiên. Ip Man 2 tiếp tục đứng ở vị trí số 1 tại phòng vé, giảm thêm 39,4% trong tuần thứ tư và thu về 3.199.567 đô la Hồng Kông (411.15 đô la Mỹ). Trong suốt tuần thứ năm, bộ phim chuyển tới vị trí thứ năm ở mức 79,3%, thu về 664.535 đô la Hồng Kông (85.325 đô la Mỹ). Ip Man 2 thu về HK $ 43,268,228.72 (5,558,704 USD) trong nước. Doanh thu nội địa của phần tiếp theo tại Hồng Kông đã vượt qua tổng doanh thu phòng vé của Ip Man là 25.581.958,69 đô la Hồng Kông (3.300.847 đô la Mỹ).
Ip Man 2 cũng đã phá vỡ kỷ lục phòng thu tại Singapore. Bộ phim là bộ phim có doanh thu cao nhất tại Hồng Kông được công chiếu trong nước, vượt qua kỷ lục 5 năm của Kung Fu Hustle. Vào ngày cuối tuần đầu tiên công chiếu Ip Man 2 đứng ở vị trí thứ hai sau Iron Man 2, doanh thu SG $ 1.740.000 (US $ 1.264.919). Tổng khai mạc cuối tuần của bộ phim đã vượt qua Ip Man 's gross 2008 cuối tuần của SG $ 827,000 (US $ 463.946).
Tổng cộng, Ip Man 2 đã thu được ước tính 14.856.127 đô la Mỹ trên toàn thế giới trong suốt quãng đường biểu diễn của mình.

## Phân tích hiệu suất
Các nhà phân tích tin rằng sự thành công về doanh thu phòng vé của Ip Man 2 liên quan đến danh tiếng và sự nổi tiếng của lần đầu tiên. Huang Qunfei, một tổng giám đốc của chuỗi rạp chiếu phim Trung Quốc mới Công ty Hiệp hội phim, làm báo của khán giả Trung Quốc thích những bộ phim sản xuất trong nước so với những người làm ở Hollywood. "Khán giả Trung Quốc ít bị ám ảnh với bộ phim bom tấn Hollywood hơn trước Cuối cùng, nó là chất lượng của bộ phim rất quan trọng. Với một câu chuyện hay, các bộ phim địa phương có thể giành được nhiều ưu ái hơn trong số khán giả. " Liu Wei của tờ China Daily cho rằng finale của bộ phim cũng tương tự như đối thủ cạnh tranh chống lại Iron Man 2 tại các phòng vé: "Người anh hùng của Ip Man 2... phải đối mặt với một võ sĩ quyền Anh phương Tây và gõ anh ta ra Tắt màn hình., đó cũng là một câu chuyện tương tự. "
Các nhà phân tích cũng dự đoán rằng mong muốn của Mandarin Films về việc có phần tiếp theo 300 triệu ¥ ở Trung Quốc là không thể, do cạnh tranh với các bộ phim khác như Iron Man 2. Một yếu tố nữa là việc ghi âm, tải và chia sẻ tập tin bất hợp pháp của bộ phim có thể gây ra sự mất mát doanh thu. Một phiên bản sao chép lậu được phát hành trực tuyến, một tuần sau khi phát hành của bộ phim ở Trung Quốc, và đã thu hút hơn 10 triệu người dùng trực tuyến. Raymond Wong đã công khai bày tỏ rằng anh ta sẽ theo đuổi hành động pháp lý chống lại người khởi tạo việc tải bất hợp pháp.
Trong nửa đầu năm 2010 (từ ngày 1 tháng 1 đến ngày 30 tháng 6 năm 2010), Ip Man 2 là phim có doanh thu cao nhất của Hồng Kông sẽ được phát hành trong nước. Tuy nhiên, khi so sánh với các bộ phim sản xuất ngoài Châu Á, bộ phim nước ngoài có doanh thu cao nhất là Alice in Wonderland với 44 triệu đô la HK.

## Tiếp nhận quan trọng
Ip Man 2 có tỷ lệ phê duyệt 92% trên Rotten Tomatoes, một trình tổng hợp đánh giá. Dựa trên 26 bài bình luận, bộ phim hiện đang mang một đánh giá trung bình là 6,8 trong số 10.
Nhà phê bình phim người Singapore, Genevieve Loh của Channel NewsAsia đã viết: " Ip Man 2 có lẽ không phải là hành động đầy phong cách vũ đạo trang nhã do người tiền nhiệm xuất sắc của nó thể hiện, phần này vẫn còn thú vị, nếu có một chiều."  James Marsh của Twitch phim ca ngợi bộ phim, viết, " Ip Man 2 trông tuyệt vời và làm một công việc vĩ đại của giai đoạn này gợi lên đích thực, cho vay bộ phim một cảm giác nhiều-đánh giá của trang trọng ấn tượng." Joy Fang, một nhà phê bình cho cổng thông tin trực tuyến AsiaOne viết: "Trong khi không phải là lớn một bộ phim như người đầu tiên, trong đó tập trung vào các vấn đề đau lòng và căng thẳng phát sinh từ việc chiếm đóng của Nhật Bản ở Trung Quốc, bộ phim này gợi lên niềm tự hào của Trung Quốc với mạnh mẽ của nó rễ văn hoá ". Hồ Yi, của Đài Bắc Times viết: "Mặc dù lỗ âm mưu của mình, Ip Man loạt có tiềm năng và nhớ lại những năm 1990 Once Upon a Time in China nhượng quyền thương mại với sự tham gia của Lý Liên Kiệt."  Amir Hafizi của The Malay Mail đã ca ngợi phong cách võ thuật của Sammo Hung: "Với các động tác lỏng, sự tương tác phức tạp giữa các phong cách tương phản và các cảnh quan tuyệt đẹp, người hâm mộ kung fu chắc chắn sẽ có được những quả bóng mắt của họ ở đây như thời gian này, của boxing phương Tây vào sự kết hợp làm cho một số vũ đạo thú vị. "  Roger Ebert của Chicago Sun-Times trao Ip Man 2 ba ngôi sao trong số bốn, viết: "Trong cách tiếp cận trực tiếp và chân thành của mình, đó là một lời chỉ trích để chỉnh sửa điên cuồng làm giảm rất nhiều phim hành động gần đây vào sự nhầm lẫn không thể hiểu được."
Darcy Paquet của Screen Daily đã có những ý kiến khác nhau của bộ phim. Ông đã viết rằng các màn trình diễn của bộ phim và các cảnh chiến đấu "nên đảm bảo hoạt động sân khấu tốt." Paquet kết luận bài bình luận của mình bằng cách viết: "Cuối cùng, năng lượng và sự hài hước của bộ phim đã vượt qua những màn trình diễn tồi tệ của các diễn viên người Anh và sự thiếu thốn bất ngờ trong hai bộ phim cuối cùng."  Amanda Foo của Các UrbanWire trao phim hai ngôi sao trong số năm, viết trong việc xem xét của cô, "Không có gì đáng ngạc nhiên khi Chân Tử Đan là không sẵn sàng để đăng ký để biết thêm bất cứ Ip Man phim, với sự lặp lại không biết xấu hổ mà đang xảy ra trong những bộ phim này, ngay cả những fan hâm mộ hăng hái nhất sẽ cảm thấy mệt mỏi. "  Matt Prigge của Metro New York tuyên bố vào năm 2016, "Có những bộ phim về Ip Man [...] Trong số này, ba bộ phim với sự tham gia của Chân Tử Đan là những điều trashiest, thứ hai về cơ bản là một bản làm lại của Rocky IV. "

## Trang chủ phương tiện truyền thông
Ở Hồng Kông, Ip Man 2 đã được phát hành trên DVD và Blu-ray Disc định dạng vào ngày 25 tháng 6 năm 2010. Chỉ bao gồm một phiên bản đĩa đơn và một phiên bản đặc biệt hai đĩa trên DVD. Nét đặc trưng cho DVD phiên bản đặc biệt, cũng như đĩa Blu-ray, bao gồm các cảnh bị xóa, một số rạp chiếu phim, các cuộc phỏng vấn diễn viên và đoàn phim, một sự xuất hiện của featurette, bảo hiểm của buổi chiếu ra mắt của bộ phim, và nhật ký chụp.
Trùng với phần phát hành video gia đình của phần tiếp theo, cả Ip Man và Ip Man 2 đều được phát hành dưới dạng một tính năng đôi trên đĩa DVD và Blu-ray. Các ấn phẩm bao gồm các ấn bản đặc biệt hai đĩa của cả hai bộ phim có tổng cộng bốn đĩa trên DVD, cũng như một phiên bản DVD tiêu chuẩn có cả hai bộ phim có tổng cộng hai đĩa.